# Воркутинский государственный драматический театр
Воркутинский драматический театр имени Б. А. Мордвинова — театр в Воркуте, созданный в 1943 году. Распоряжением главы Республики Коми в 2019 году театру было присвоено имя его основоположника Бориса Мордвинова.
В настоящее время руководство театром осуществляет директор Елена Александровна Пекарь.

## История театра
Уникальность истории театра в том, что он был создан в Воркутлаге, во время Великой Отечественной войны, в 1943 году, за год до того, как Воркута стала называться городом, а тогда это было поселение, основную часть которого составляли арестанты: в конце 1930-х на этом месте был сооружён один из крупнейших лагерей ГУЛАГа — «Воркутлаг» (до 1938 года — «Ухтпечлаг»).
В лагере среди заключённых оказалось немало театральных профессионалов: музыкантов, актёров, певцов, художников, литераторов. Среди них — Заслуженный артист республики, бывший главный режиссёр московского Большого театра, профессор Московской консерватории Борис Аркадьевич Мордвинов, недавно поставивший старую оперу «Жизнь за царя» на новый лад с новым названием «Иван Сусанин». Поначалу режиссёр, как и остальные заключённые, среди которых было немало научных и творческих работников, например, литератор А. Я. Каплер, работал грузчиком на пристани, подсобным рабочим на складе, дневальным в бараке. Но большое количество профессиональных театральных работников подвигло его к идее создания лагерного театра. К этому времени уже вовсю шла война, все силы страны отдавались фронту, и идея создания театра казалась нереальной. Однако интерес к этому проявили и вольнонаёмные, члены семей охранников, загорелся идеей и сам начальник Воркутстроя, инженер-полковник Михаил Митрофанович Мальцев и лично взялся за осуществление профессионального музыкально-драматического театра. В результате разрешение на создание театра было получено.
8 августа 1943 года появился приказ:
ПРИКАЗ № 883 от 08.08.1943 ГОДА ПО УПРАВЛЕНИЮ «ВОРКУТСТРОЙ»
 В целях наилучшего систематического обслуживания вольнонаёмного населения Воркутинского угольного бассейна художественно-зрелищными мероприятиями

ПРИКАЗЫВАЮ:

1. Организовать на основе хозрасчёта театр по обслуживанию в/н населения Воркутинского бассейна.

2. Театру присвоить имя «Воркутстроя».

3. Утвердить труппу театра в следующем составе: Н. И. Глебова, Л. И. Кондратьева, А. П. Пилацкая, В. М. Пясковская, В. Н. Борисов, Н. А. Быстряков, А. М. Дубин-Белов, Г. И. Егоров, А. И. Кашенцев, А. К. Стояно, А. Швецов, О. О. Пилацкий.

4. Включить в состав труппы следующих заключённых: Е. М. Михайлова, С. Б. Кравец, В. К. Владимирский, А. Гайдаскин, Б. С. Дейнека, Л. С. Дулькин, Е. И. Заплечный, Б. А. Козин, В. И. Лиманский.

5. Художественным руководителем и главным режиссёром театра назначить Б. А. Мордвинова.

6. Утвердить штаты и смету театра на общую сумму 283 т. р.

7. Обязать КВО весь имеющийся в подразделениях театральный инвентарь: как то реквизиты, костюмы, бутафорию сдать театру в безвозмездное пользование. Срок сдачи 01.09. с.г.

8. Открытие театра установить 1 октября с.г.

Начальник Управления Воркутстроя НКВД СССР М. Мальцев.
Для постановок и репетиций Мальцев выделил местный деревянный клуб — дворец культуры шахтёров. Ни клавира, ни либретто, естественно, не было. Всё пришлось восстанавливать по памяти.
Воркутинский театр открылся 1 октября 1943 опереттой «Сильва» Имре Кальмана. Эта постановка впоследствии выдержала 100 представлений и навсегда оставила память в истории театра. ГУЛаговский театр для заключённых стал символом жизни, в тяжёлых подневольных условиях они всё-таки сумели заниматься своим делом, а для многочисленных зрителей это была определённая отдушина, уводящая хоть на какое-то время от страшных испытаний и унижений. На одной сцене сошлись заключённые и их охранники.
Среди постановок первых лет: оперетты «Марица» и «Принцесса цирка», комедия «Хозяйка гостиницы», оперы «Севильский цирюльник», «Фауст», «Евгений Онегин», инсценировка Мордвинова повести В. Катаева «Шёл солдат с фронта», трагедия Ф. Шиллера «Мария Стюарт», пьесы А. Островского: «Бесприданница», «Лес», «Без вины виноватые», «Козьма Захарьич Минин-Сухорук», «Доходное место»; «Чужой ребёнок» В. Шкваркина, а позднее «Русские люди» К. Симонова, музыкальные концерты и другие представления.
ГУЛаговский театр был одновременно и профессиональным, и любительским: среди работников театра было немало профессионалов, но и многие вольнонаёмные пришли учиться и набираться профессионального актёрского опыта.
Среди первых ГУЛаговских артистов театра были: драматические актрисы К.Рутковская, Е.Михайлова, А. Я. Сеплярская (начинала как вольнонаёмная актриса, жена зам. нач. оперчекотдела Ухтпечлага), Н. И. Глебова (вольнонаёмная, до войны солистка Ростовского театра музыкальной комедии, жена инженер-майора Шварцмана, одного из сотрудников штаба М. М. Мальцева); певцы бас Б.Дейнека (выпускник Московской консерватории, солист Всесоюзного радио, первый исполнитель, записавший по радио популярную в то время в СССР песню «Широка страна моя родная», в его исполнении песня звучала каждое утро на всю страну — Б. С. Дейнеке 30 июня 1945 года было даже разрешено проведение там же творческого вечера), баритон Т. И. Рутковский (солист Мариинского, тогда Кировского театра, певший ещё вместе с Шаляпиным), исполнительница романсов и старинных песен Татьяна Лещенко-Сухомлина, профессиональные актёры Борис А. Козин, Валерий Головин, солистка Полтавской оперы В. М. Ищенко (была арестована в декабре 1946 года как немецкая шпионка — Полтавский театр оказался на оккупационной территории), концертмейстер А. К. Стояно, балетмейстер А. М. Дубин-Белов, хормейстер Г. Жильцов, виолончелист А. Пресс, пианист Е. Добромыслова, скрипач А. Бюхарт, дирижёр и композитор В. В. Микошо. В 1945 году в театр прибыла бывшая звезда Мюзик-холла и Московского театра сатиры Валентина Токарская, в первый год войны с группой артистов поехавшая на передовую и попавшая в плен, что считалось большим преступлением и приравнивалось к предательству; в лагере она познакомилась с осуждённым А. Я. Каплером, тоже привлечённым к работе в театре, и стала его женой. В 1945—1953 главным художником был П. Э. Бендель (сын известного художника Э. С. Бенделя (1870—1948) и сам художник).
Б. А. Мордвинов был и вдохновителем театра, и художественным руководителем, и основным режиссёром-постановщиком. Но и после его освобождения в 1946 году театр не только не перестал существовать, а стал развиваться дальше — приток в лагерь новых театральных профессионалов-заключённых не уменьшался. В годы Великой Отечественной войны Воркутинский лагерный театр показывал 600 спектаклей и концертов в год, а к 1948 году труппа насчитывала около 150 человек.
Из разбросанных по тундре лагерей в Воркуту доставляли актёров, музыкантов, художников, которые отбывали сроки по 58-й политической статье.
Этому театру и его истории были посвящены книги очевидцев, отбывавших свои сроки политзаключённых: Галинская Е. Б. Театр за полярным кругом // Родники Пармы: сб. — Сыктывкар, 1990. — С. 142—149.; Котляр Э. «Фауст» в ИТЛ // Театр ГУЛАГа / составитель М. М. Кораллов. — М.: "Мемориал ", 1995; Гулаговские тайны освоения Севера / Маркова Е. В., Волков В. А., Родный А. Н., Ясный В. К.; отв. ред. И. С. Пашковский. — М.: Стройиздат, 2001. — С. 112—115; Клейн А. С., Попов А. А. Заполярная драма… //Покаяние: Мартиролог. Т.2. / Составитель Г. В. Невский. — Сыктывкар: Коми книжное издательство, 1999. С.219-260.
С 1951 — театр исключительно драматический. Большие музыкальные произведения, с которых начинался театр, уже не ставились: освободились и уехали оркестранты высокого профессионального уровня.
После реорганизации ГУЛага в Воркуте в начале 1950-х годов театр поступил в городскую систему, уже не являясь ГУЛаговским.
В 1958 году деревянное здание клуба — ДКШ сгорело и вместо него было решено построить новое, каменное — оно и было возведено в 1961 году по проекту архитектора В. Н. Лунёва и конструктора С. А. Лубана.

## Современный репертуар
Сегодня это профессиональный драматический театр.
Современный репертуар театра составляет как мировая драматургическая классика, так и пьесы современных авторов.
Особое внимание уделяется зрителям-детям, для которых специально подбирается детская программа: спектакли «Нам не страшен серый волк», «День рождения кота Леопольда» А.Хайта, «Зимняя сказка» и другие детские спектакли.
Штатного режиссёра сейчас в театре нет, но зато откликаются приглашённые. Так были поставлены «Пигмалион» по пьесе Б. Шоу и спектакль-композиция на тему Великой Отечественной войны «Час мужества пробил».